# Autogenozid
Autogenozid oder Völkerselbstmord (von englisch autogenocide, von griechisch αὐτό- auto „selbst-“ und „Genozid“) bezeichnet die Ausrottung einer Bevölkerung eines Landes durch die eigene Regierung bzw. durch die eigene Bevölkerung selbst.
Der Begriff hat seinen Ursprung in den 1950er Jahren, wo er vor allem von Arnold J. Toynbee verwendet wurde. Der französische Politikwissenschaftler und Journalist Jean Lacouture nutzte den Begriff Autogenozid, um die Massenmorde der Roten Khmer in Kambodscha während der Jahre 1975–79 von anderen Völkermorden abzugrenzen.